# Mayra Flores

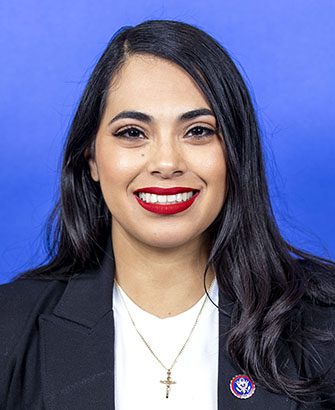
Mayra Flores (2022)

Mayra Nohemi Flores (Tamaulipas - 1 de janeiro de 1986) é uma política e profissional de saúde americana que é a representante dos Estados Unidos Texas's 34th congressional district. Membro do Partido Republicano, Flores era ativa na política do condado de Hidalgo antes de sua eleição para a Câmara dos Deputados dos Estados Unidos em junho de 2022.

## Infância e educação
Mayra Nohemi Flores nasceu em Burgos, Tamaulipas, filha de trabalhadores rurais migrantes. Sua família se mudou para os Estados Unidos quando ela tinha seis anos e ela ganhou a cidadania aos 14. Sua família muitas vezes se mudou anualmente pelo Texas durante sua infância por causa do trabalho dela e de seus pais na colheita de algodão, que começou em Memphis, Texas, quando ela tinha 13 anos. Ela se formou no South Texas College em 2019.

## Carreira política
Após a renúncia do deputado Filemon Vela Jr., Flores ganhou uma eleição especial para sucedê-lo. Ela é a primeira mulher nascida no México a servir no Congresso dos Estados Unidos.
Antes de suas campanhas no Congresso e logo depois de se formar na faculdade, Flores trabalhou no Partido Republicano do Condado de Hidalgo como presidente do evangelismo hispânico. Ela foi criada com valores conservadores e, embora seus pais apoiassem o Partido Democrata, ela foi atraída pelos republicanos devido às suas opiniões antiaborto.
Antes de sua eleição para o Congresso, Flores usou hashtags associadas à teoria da conspiração QAnon em um post no Instagram, embora ela tenha negado ter sido uma defensora do QAnon.

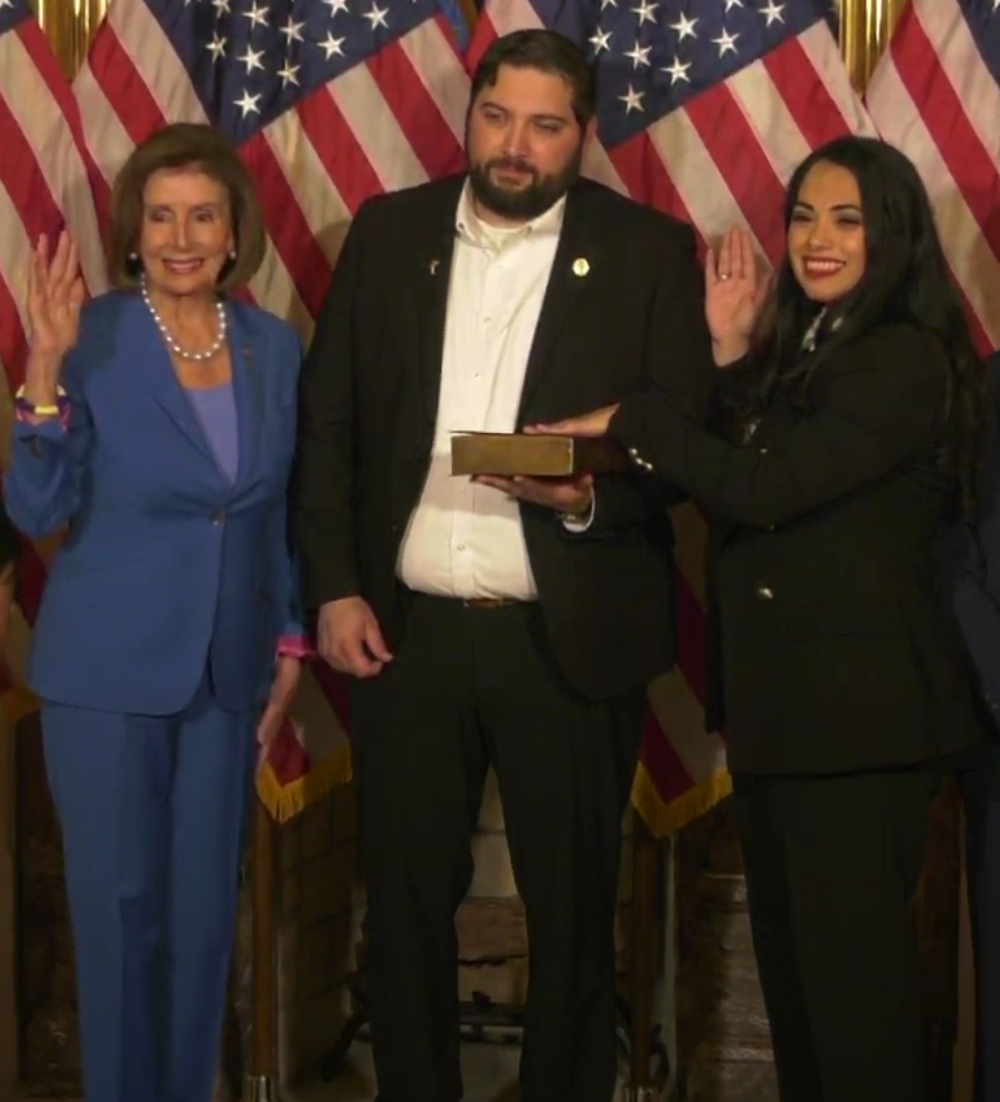
A presidente da Câmara Nancy Pelosi (esquerda) jura em Flores (direita), enquanto seu marido (centro) observa

Foi empossada pela presidente da Câmara Nancy Pelosi em 21 de junho de 2022.
Trabalhou como terapeuta respiratório. Ela é católica e casada com um agente da Patrulha de Fronteira dos EUA, com quem tem quatro filhos.